# عقرب‌ماهی نرم‌پوست
عقرب‌ماهی نرم‌پوست (نام علمی: Coccotropsis gymnoderma) نام یک گونه از تیره منجک‌ماهیان است.

## نگارخانه

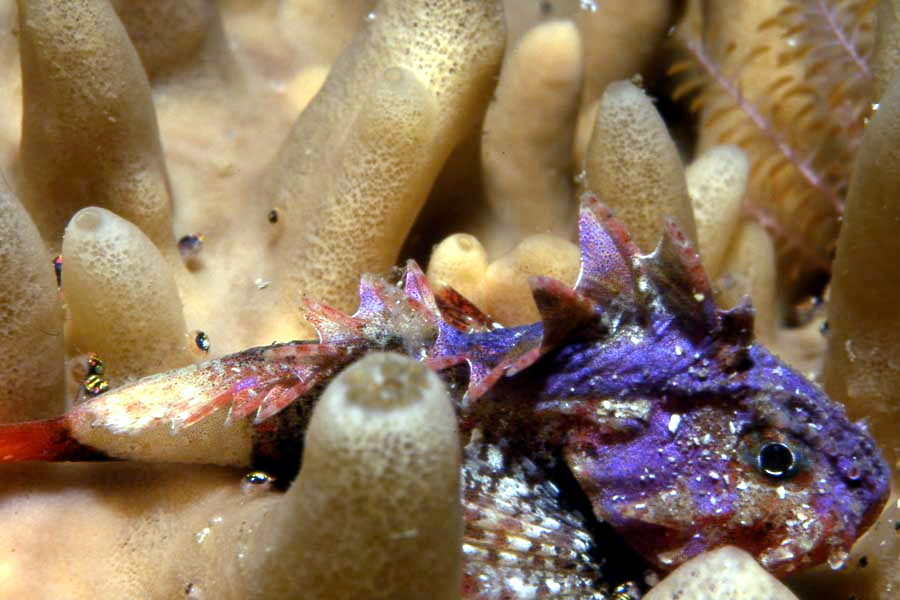
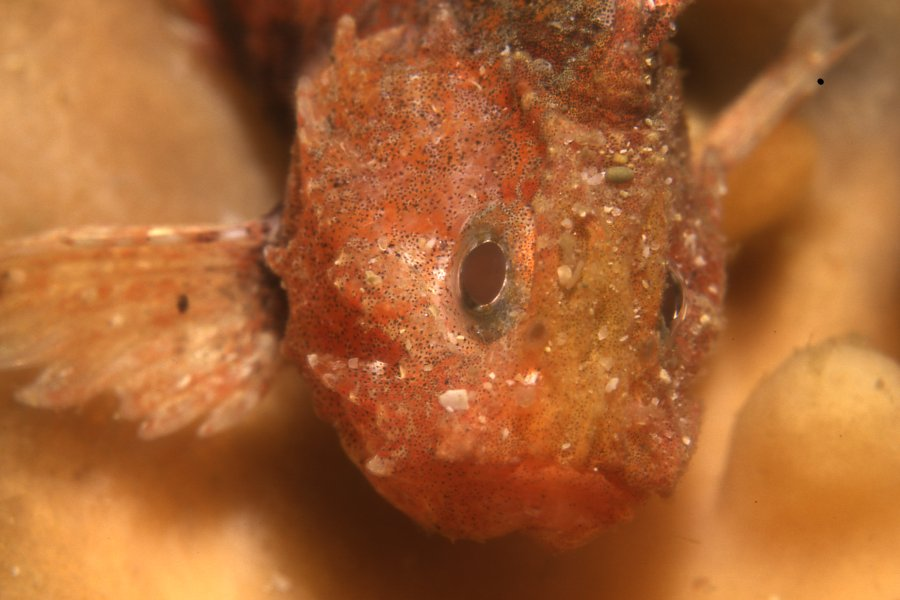
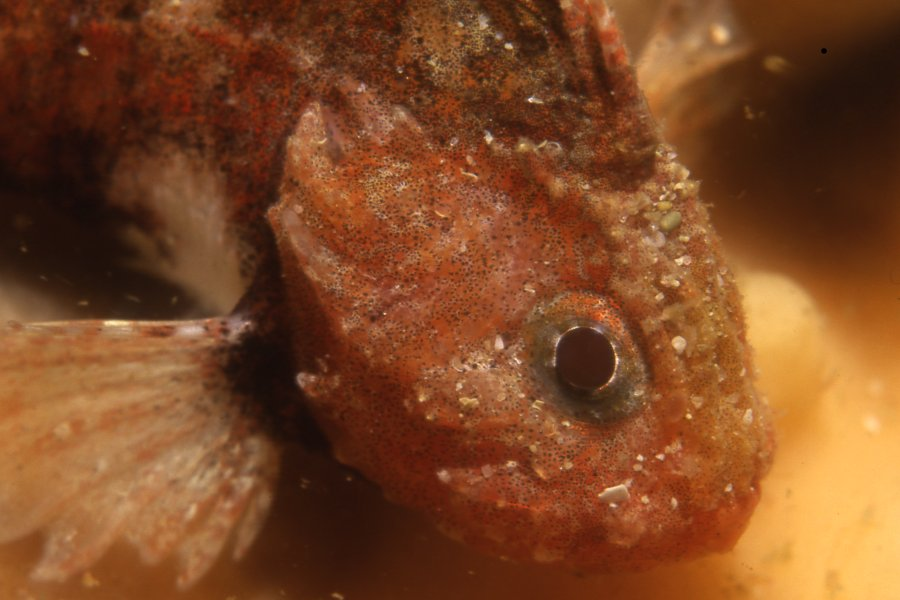